# Bruderdienst Missionsverlag
Der Bruderdienst Missionsverlag e. V. ist ein christlicher Verein, der Publikationen und direkten Kontakt als Orientierungshilfe für Menschen anbietet, die einer von ihm als „Sekte“ bezeichneten Religionsgemeinschaft angehören oder angehörten und/oder in dieser Situation Hilfe suchen.

## Geschichte und Zielsetzungen
Der Verein wurde 1958 von Hans-Jürgen Twisselmann und anderen ehemaligen Zeugen Jehovas als konfessionell nicht gebundenes Werk gegründet. Vorsitzender ist gegenwärtig der Ruhestandspastor Bruno-Hermann Vahl. Geschäftsführer ist Klaus Jankowsky.
Ziel ist es, Aussteigern Hilfe anzubieten. Manche von ihnen finden eine neue geistliche Heimat in einer evangelischen Kirche, Freikirche oder landeskirchlichen Gemeinschaft. In verlegerischer Hinsicht ist der Bruderdienst Missionsverlag ein Spartenverlag für so genannte „Sektenausstiegsliteratur“, insbesondere in Bezug auf die Zeugen Jehovas. Wo die Fachliteratur über Sondergemeinschaften die Aufklärungsarbeit über Zeugen Jehovas behandelt, wird oft auch auf den Bruderdienst hingewiesen, z. B. von Kurt Hutten.
Der Verein steht der Evangelischen Allianz nahe und ist Mitglied der Arbeitsgemeinschaft Missionarische Dienste.

## Aktivitäten
Der Verein gibt die vierteljährlich erscheinende Zeitschrift Brücke zum Menschen heraus, die sich hauptsächlich mit den Fragen des genannten Personenkreises beschäftigt. Hinzu kommen weitere Publikationen, wie z. B. Flugblätter in der Reihe immer im bilde und aufklärende Broschüren. Des Weiteren wird ein Recherche-Dienst für religiöse Schriften und in geringem Umfang auch Ausstiegsberatung angeboten. Bekannt ist der Verlag für die deutschsprachige Ausgabe der Bücher von Raymond Franz, der bis 1980 Mitglied des Führungsgremiums der Zeugen Jehovas war und in der Folge mit der Herausgabe des Buches Der Gewissenskonflikt (engl. Crisis of Conscience) einer ihrer prominentesten Kritiker wurde.

## Publikationen
- Brücke zum Menschen. Ein Bruderdienst an Sektenopfern, Suchenden u. Angefochtenen, sowie allen, die ihnen helfen möchten. Die Vierteljahresschrift vom Bruderdienst, 1965ff., ZDB-ID 2393366-5.
- Raymond Franz: Der Gewissenskonflikt – Menschen gehorchen oder Gott treu bleiben? Ein Zeuge Jehovas berichtet, geb., 431 S., 2007, 4. Auflage, ISBN 3-00-020053-3 und ISBN 978-3-00-020053-3
- Raymond Franz: Auf der Suche nach christlicher Freiheit, geb., 668 S., Hamburg 2005, revidierte und erweiterte Ausgabe, ISBN 3-00-015952-5 und ISBN 978-3-00-015952-7